# Banda de los Dalton
La Banda de los Dalton (o Los Hermanos Dalton) fue un célebre grupo de forajidos del Viejo Oeste durante 1890-1892. Se especializaron en el robo de bancos y trenes. Estaban emparentados con los hermanos Younger, que cabalgaban a las órdenes de Jesse James, aunque sus actuaciones fueron independientes y más tardías que las de la banda de James-Younger.

## Comienzos
La familia Dalton procedía del condado de Jackson, en Misuri. Lewis Dalton era un tabernero en Kansas City, Kansas, cuando se casó con Adeline Younger, la tía de Cole y Jim Younger. Hacia 1882, la familia vivía al noroeste de Oklahoma, conocido entonces como el Territorio Indio, y sobre 1886 se mudaron a Coffeyville, al sudeste de Kansas. Trece de los quince hijos de la pareja sobrevivieron hasta la madurez.

## Representantes de la ley
Uno de los hijos de Lewis 
Dalton, llamado Frank Dalton, era un ayudante del alguacil que murió en acto de servicio en 1888. Frank había sido el más estable de los hermanos, con una sólida base y madurez. Él, según todas las versiones, mantuvo a sus hermanos por el buen camino. Lo respetaban, y en ocasiones habían cabalgado con él en partidas. Cuando lo asesinaron, Frank había estado siguiendo la pista de un ladrón de caballos en el territorio de Oklahoma. Tras localizar al sospechoso el 27 de noviembre de 1888, se produjo un enfrentamiento con revólveres, resultando Dalton y dos de los forajidos muertos y el alguacil herido. Una semana más tarde, el 3 de diciembre de 1888, el sospechoso fue seguido por otros representantes de la ley y se produjo otro tiroteo. En ese segundo enfrentamiento, el ayudante del alguacil Ed Stokley disparó y mató al sospechoso, pero también resultó muerto él mismo. Sam Wingo era un antiguo alguacil que se ocupó de los robos de la banda después de que él disparase al hombre equivocado en Arkansas, y escapase de la ley tras un subsiguiente tiroteo con otros alguaciles.
Tal vez con el deseo de vengar la muerte de su hermano, los tres jóvenes Dalton —Grattan «Grat» Dalton (n. 1861), Bob Dalton (n. 1869) y Emmett Dalton (n. 1871)— se convirtieron en defensores de la ley. Pero en 1890 los jóvenes pasaron al otro lado de la misma. Bob fue siempre el más alocado. Mató a un hombre por primera vez cuando tenía sólo 19 años. Era ayudante del alguacil en aquella época y alegó que la muerte se produjo en cumplimiento del deber. Algunos sospecharon, no obstante, que la víctima había intentado robarle la novia a Bob. En marzo de 1890, Bob fue acusado de introducir licor en el Territorio Indio, pero huyó tras depositar una fianza y no apareció en el juicio. En septiembre de 1890, Grat fue arrestado por robo de caballos —un delito pagado con la pena capital— pero, bien los cargos fueron retirados, o él fue puesto en libertad. Desacreditados como defensores de la ley, los Dalton pronto formaron su primera banda.

## Forajidos
Bob Dalton reclutó a George «Bitter Creek» Newcomb, Charley Pierce y «Blackfaced» Charlie Bryant para cabalgar con él y con su hermano Emmett. Bryant recibió su apodo, "Caranegra", como consecuencia de una quemadura de pólvora en una de sus mejillas. Grat estaba visitando a su hermano Bill en California cuando se formó la banda, pero más tarde se unió a ella, al igual que Bill Doolin, Dick Broadwell y Bill Powers. Su primer objetivo de robo fue una casa de juego en Silver City, Nuevo México.
El 6 de febrero de 1891, después de que Jack Dalton se uniese a sus hermanos en California, atracaron a un pasajero del ferrocarril Southern Pacific. Los Dalton fueron acusados del robo, basándose en pequeñas pruebas. Jack escapó y Bill fue absuelto, pero Grat fue arrestado, encarcelado y sentenciado a 20 años de prisión. Según una versión, Grat fue esposado a un alguacil y acompañado por otro mientras era trasladado en tren. Después de que el tren hubiese recorrido una cierta distancia, un alguacil cayó dormido y el otro se entretuvo hablando con otros pasajeros. Era un día caluroso, y todas las ventanillas estaban abiertas. De repente, Grat saltó de cabeza por la ventanilla del tren, cayó al río San Joaquín, desapareció bajo el agua, y fue llevado río abajo por la corriente. Los alguaciles se quedaron atónitos. Grat debió de haber tomado la llave de las esposas del bolsillo del primer alguacil mientras dormía y luego esperó para huir hasta el momento en que sabía que el tren estaría en un puente. Si hubiese caído a tierra, habría muerto casi con total seguridad. Grat encontró a sus hermanos, y luego volvieron al Territorio de Oklahoma.
Entre mayo de 1891 y julio de 1892, los hermanos Dalton robaron cuatro trenes en el Territorio Indio. El 9 de mayo de 1891, los hombres atracaron un tren de la compañía Santa Fe en Wharton (ahora Perry, Oklahoma). Se marcharon con varios cientos de dólares solamente, pero habían trabajado bien en equipo. Cuando pasaron por Orlando, robaron ocho de nueve caballos. Una partida les persiguió, pero la banda escapó. Charley Bryant y Dick Broadwell mantuvieron al maquinista y al fogonero en la locomotora. Mientras, Bob y Emmett Dalton y Bill Powers recorrieron los vagones, robando a los pasajeros a su paso. Bill Doolin y Grat Dalton se encargaron del vagón expreso. Lanzaron la caja fuerte fuera del tren. Ganaron poco en comparación con sus esfuerzos —unos pocos cientos de dólares y algunos relojes y joyas de los pasajeros. La banda se dispersó después del robo de Red Rock, pero no mucho después «Blackfaced» Charley fue capturado por el Alguacil Ed Short. Mientras estaban de camino a ser encarcelados en Wichita, Kansas, Bryant se apropió de un revólver de un trabajador del ferrocarril que ayudaba al Alguacil Short, y en el consiguiente tiroteo Bryant y Short se mataron mutuamente.
La banda atacó de nuevo el mes de julio en Adair, Oklahoma, cerca de la frontera con Arkansas. Fueron directamente a la estación de tren y tomaron lo que pudieron encontrar en el expreso y en las habitaciones del equipaje. Luego se sentaron en un banco del andén, hablando y fumando, con sus rifles Winchester entre las rodillas. Cuando el tren llegó a las 9:45 p. m., dieron marcha atrás a un vagón hasta el expreso y descargaron todo su contenido. Había varios guardias armados en el tren, pero por alguna razón todos y cada uno de los 11 hombres estaban a la espalda del mismo. Los guardias hicieron fuego contra los bandidos a través de las ventanillas del vagón y desde detrás del tren. En el enfrentamiento se hicieron 200 disparos. Ninguno de los componentes de la banda de los Dalton fue alcanzado. Tres guardias fueron heridos, y un médico del pueblo murió como consecuencia de una bala perdida. Los ladrones desaparecieron de la vista, probablemente escondiéndose en una de las varias cuevas que hay cerca de Tulsa, Oklahoma.

## Robo de bancos
La banda podría haberse mantenido ocupada con los robos a trenes, pero Bob Dalton quería asegurarse de que su nombre fuera recordado por largo tiempo. Según declaraba, «superaría cualquier cosa que Jesse James hubiese hecho jamás —robar dos bancos a la vez, a la luz del día». El 5 de octubre de 1892, la banda de los Dalton intentó esa hazaña cuando se dispusieron a robar el C.M. Condon & Company's Bank y el First National Bank en Coffeyville, Kansas. Ya que los lugareños estaban al tanto de su aspecto físico, llevaron barbas postizas. Pero aun así fueron identificados por la gente del pueblo.
Mientras la banda estaba ocupada intentando atracar los bancos, la gente se armó y se preparó para la lucha. Cuando la banda salió de los bancos, comenzó un tiroteo. Tres personas del pueblo fueron alcanzadas, y el alguacil del pueblo Charles Connelly fue abatido cuando salió a la calle tras escuchar los disparos, no sin antes devolver el fuego y matar a un miembro de la banda. Grat Dalton, Bob Dalton, Dick Broadwell y Bill Powers finalmente murieron. Emmett Dalton recibió 23 heridas de bala pero sobrevivió. Se le condenó a cadena perpetua en la penitenciaría de Lansing, en Kansas, de la que cumplió 14 años antes de ser perdonado. Se mudó a California y se convirtió en un verdadero agente de pompas fúnebres, autor y actor, y murió en 1937 a la edad de 66 años. Bill Doolin, «Bitter Creek» Newcomb y Charlie Pierce fueron los únicos miembros de la banda que quedaron, aunque ninguno de ellos estuvo presente en el tiroteo de Coffeyville. Especulaciones sugirieron más tarde que había habido un «sexto hombre» que asía los caballos en un callejón y que había escapado, y que ese hombre se creía que había sido Bill Doolin. Sin embargo, eso nunca fue confirmado.
Emmett Dalton diría, años después de los robos, y tras su salida de la prisión, que el alguacil Heck Thomas fue un factor clave en su decisión de cometer los robos. Según Emmett, Thomas era implacable en su persecución de la banda, manteniéndola constantemente en movimiento. Con un gran botín de los dos bancos, la banda pretendía dejar el territorio durante una temporada, con la esperanza de que los ánimos se calmasen.

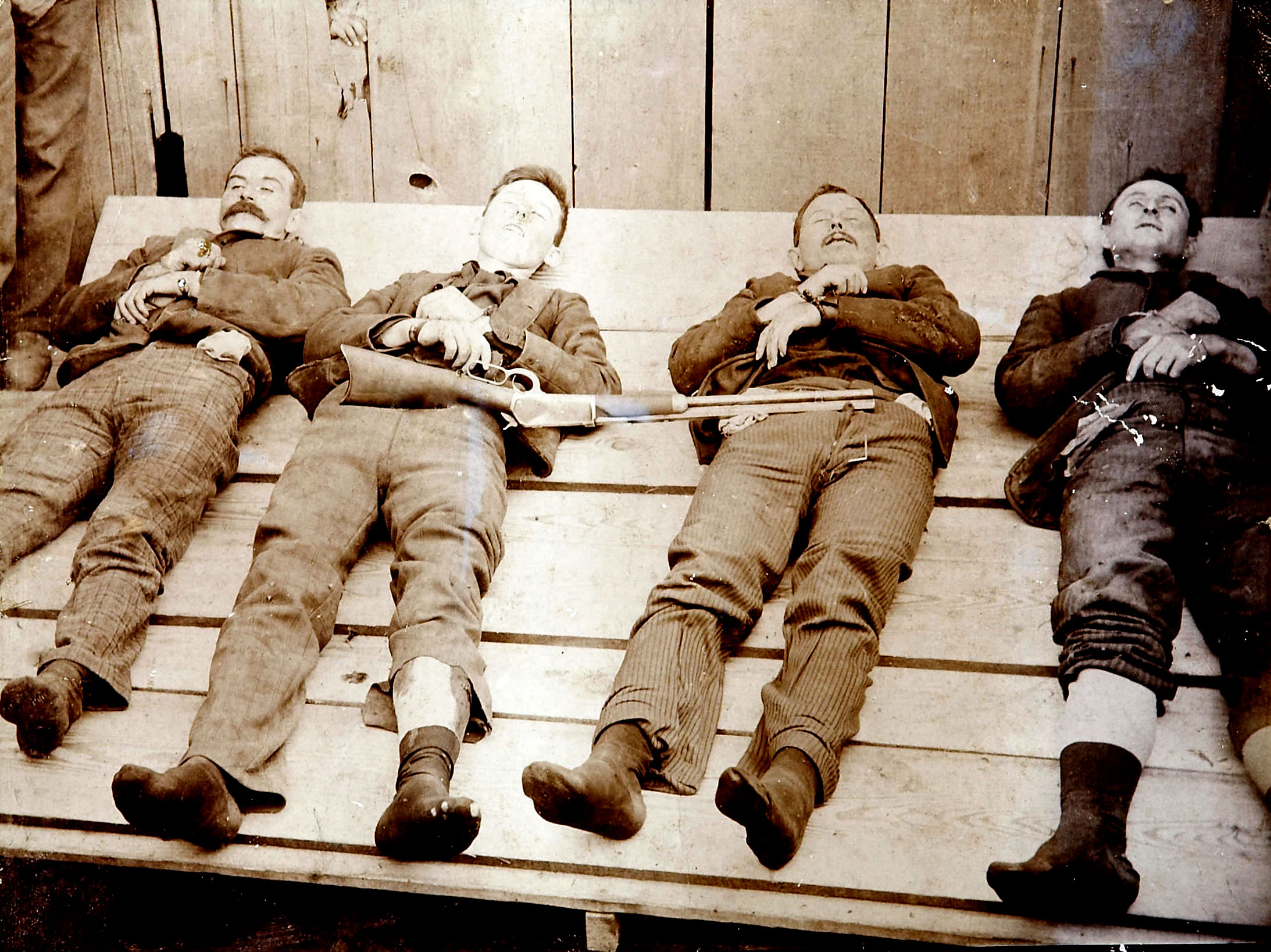
De izquierda a derecha: Bill Powers, Bob Dalton, Grat Dalton y Dick Broadwell.

## En el cine
- "The Dalton Gang" fue una versión de media hora de la vida de la banda en un episodio de 1954 de la teleserie estadounidense Stories of the Century, con Myron Healey en el papel de Bob Dalton, Fess Parker como Grat, Robert Bray como Emmett y John Mooney interpretando a Bill Dalton.
- Se les menciona en la película Tombstone, de 1993.
- La canción Doolin-Dalton, del grupo musical The Eagles, gira en torno a la historia de la banda de los Dalton.
- The Dalton Brothers es el nombre de una banda de parodia de música country y wéstern que se hicieron pasar brevemente por U2 durante su gira de 1987 The Joshua Tree Tour.
- Ha habido varias «bandas de los Dalton» creadas por Hanna-Barbera, que aparecen en diversas producciones animadas.

### En inglés
- "Dalton Gang's Raid on Coffeyville", artículo de Robert Barr Smith
- Historia de la banda de los Dalton, en DonCollier.com
- Historia de la banda de los Dalton, en Gunslinger.com
- Coffeyville, Kansas: The Town That Stopped the Dalton Gang, a National Park Service Teaching with Historic Places (TwHP) lesson plan
- "The Dalton Gang, and Emmett Dalton on Deputy US Marshal Heck Thomas", artículo en DonCollier.com
- Artículos de noticias sobre Emmett Dalton datados entre 1892 y 1937

- Datos: Q934918
- Multimedia: Dalton Gang / Q934918